# Christian Casimir Brittinger
Christian Casimir Brittinger (30 de abril de 1795, Friedberg, Hessen - 11 de enero de 1869, Steyr) fue un botánico, entomólogo, y ornitólogo alemán.

## Obra

### Botánica
- Die Pflanzen der Welserhaide bei Linz, nebst Beschreibung der Polygala Moriana (Regensburger botanische Zeitung 1825)

- Beschreibung einer Excursion auf das Wascheneck bei Spital am Pyhrn in Ober-Oesterreich. (Regensburger botanische Zeitung 1832)

- Topographie einiger Gewächse des Traunkreises. (Regensburger botanische Zeitung 1833)

- Botanische Notizen. (Regensburger botanische Zeitung 1841)

- Kritische Beurtheilung yon F. Sailer's Flora yon Ober-Oesterreich. (Regensburger botanische Zeitung 1842)

- Bemerkungen zu einer von F. Sailer neu aufgestellten Gattung aus den Gentianeen. (Musealblatt von Linz.)

- Bericht über eine von F. Sailer neu aufgestellte Gattung Danubiunculus acaulis (Botanisches Centralblatt von Dr. Rabenhorst 1846)

- Beobachtungen über einigen Pflanzen der Flora Steyr's. (Regensburger botanische Zeitung 1859)

- Botanische Reise auf den Pyhrgas. (Medizinische Jahrbücher des k.k. österreichischen Staates. B. 13)

### Entomología
- Die Schmetterlinge des Kronlandes Oesterreich ob der Enns. Wien, Braumüller, 1851

- Die Libelluliden des Kaiserreichs Österreich. S. B. Acad. Wiss. Wien 4, Mathem.-nat. Klasse: 328-336.1850
- La abreviatura «Brittinger» se emplea para indicar a Christian Casimir Brittinger como autoridad en la descripción y clasificación científica de los vegetales.[1]